# Käthe Popall
Käthe Popall (geb. Fürst, gesch. Lübeck; * 15. Februar 1907 in Bremen; † 23. Mai 1984 in Bremen) war eine bremische Politikerin der KPD und die erste Frau im Bremer Senat.

## Biografie

### Weimarer Republik, Nationalsozialismus
Käthe Fürst war die Tochter des Zigarrenmachers Carl Fürst und wuchs mit fünf weiteren Geschwistern in einem Bremer Arbeiterhaushalt in Walle auf. Sie legte eine Lehre beim Konsumentenverein Vorwärts ab und war zunächst Angestellte des Vereins. 1922 wurde sie Mitglied der Sozialistischen Arbeiter-Jugend und der SPD. 1927 trat sie dem Kommunistischen Jugendverband (KJVD) bei und 1930 zur KPD über. Nachdem sie 1929 arbeitslos geworden war, wurde sie Angestellte und 1930 Betriebsrätin bei der Jute-Spinnerei und Weberei Bremen. Als Betriebsratskandidatin auf der Liste der Roten Gewerkschaftsopposition (RGO) 1930 wurde sie gemaßregelt. Im KJVD lernte sie Hans Lübeck kennen. Nach der Heirat wurde sie Ende 1930 unter dem Namen Käthe Lübeck für die KPD für nur einige Monate in die Bremer Bürgerschaft gewählt, sie legte ihr Mandat aber bereits am 20. März 1931 nieder, da sie von ihrer Partei außerhalb Bremens eingesetzt wurde.
1931 ging sie mit ihrem Mann Hans Lübeck nach Düsseldorf und war Mitarbeiterin in der RGO-Bezirksleitung Niederrhein, im Sommer 1931 wurde sie in Halle Angestellte beim Konsum. Anfang 1932 Orgaleiterin in der Frauenabteilung des KJVD Halle. Mit ihrem Mann kam sie im Herbst 1932 nach Moskau, ein Studium an der Leninschule war nicht möglich, weil sie die Aufnahmeprüfung nicht bestand. Ende 1934 ging sie nach Deutschland zur illegalen Arbeit zurück, Käthe Lübeck gehörte der zentralen Landesleitung der KPD in Berlin an und organisierte die Frauenarbeit. Am 27. März 1935 wurde sie zusammen mit Adolf Rembte, Robert Stamm und Max Maddalena verhaftet. Ihr Mann ließ sich in dieser Zeit von ihr scheiden. Am 4. Juni 1937 verurteilte sie der Volksgerichtshof zu zwölf Jahren Zuchthaus. Sie wurde in verschiedenen Nazi-Zuchthäusern eingesperrt, zuletzt im Frauenzuchthaus Jauer. Nach ihrer Befreiung in Sachsen kehrte sie im Juni 1945 zu Fuß nach Bremen zurück. Anfang 1946 heiratete sie den Kommunisten Reinhold Popall.

### Nach dem Zweiten Weltkrieg
Nach ihrer Rückkehr schloss sie sich in Bremen der Kampfgemeinschaft gegen den Faschismus an. Diese von Sozialisten und Kommunisten dominierte Organisation war zu diesem Zeitpunkt die einzige, von den britischen Besatzungsbehörden genehmigte, parteiähnliche Organisation in Bremen. Am 17. April 1946 wurde Käthe Popall Mitglied der ernannten Bürgerschaft und bei der ersten freien Wahl vom 13. Oktober 1946 in die Bremer Bürgerschaft gewählt, wo sie als Mitglied der KPD-Fraktion Vizepräsidentin wurde.
Bereits ab dem 23. Juli 1945 war Käthe Popall durch die Militärregierung zur ersten Senatorin in der bremischen Geschichte ernannt worden. Sie gehörte dem Senat Vagts als Gesundheitssenatorin an. Nach dem Rücktritt von Erich Vagts war sie ab dem 1. August im Senat Kaisen I. Am 28. November 1946 wurde sie in den Senat Kaisen II gewählt. Auch unter Wilhelm Kaisen war sie Gesundheitssenatorin und später auch für das Wohlfahrtswesen zuständig. Sie sprach sich dafür aus, Jugendliche ab dem Jahrgang 1919 als nicht verantwortlich für die NS-Diktatur anzuerkennen. Sie setzte sich darüber hinaus für eine Reform des § 218 StGB zum Schwangerschaftsabbruch und für die Medizinische Indikation ein. Als Flüchtlingssenatorin bewirkte sie eine schnellere Unterbringung dieser Personengruppe.
Popall war eine bedeutende Frau der Bremer Frauenbewegung. 1946 war sie mit Agnes Heineken, Anna Stiegler, Anna Klara Fischer, und Irmgard Enderle Gründungsmitglied und Vorstand des Bremer Frauenausschusses, ein gesellschaftlich anerkannter, überparteilicher und überkonfessioneller Dachverband von Frauenorganisationen aus allen gesellschaftlichen Bereichen des Landes Bremen. Sie war bis 1951 aktiv im geschäftsführenden Vorstand.

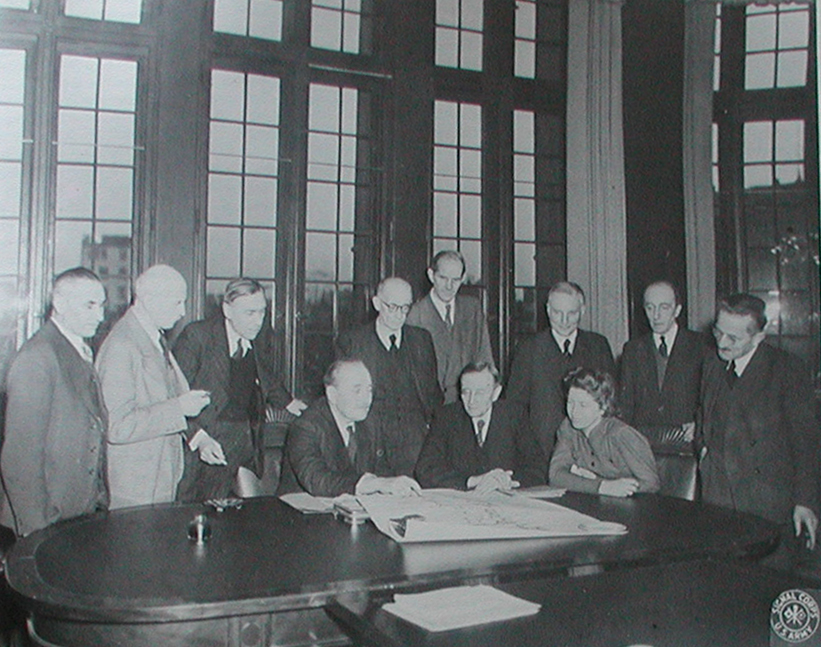
Der Senat Kaisen II am 6. Januar 1946. Von links sitzend: Wilhelm Kaisen, Theodor Spitta, Käthe Popall. Von links stehend: Hermann Mester, Hermann Apelt, Christian Paulmann, Willy Ewert, Adolf Ehlers, Wilhelm Nolting-Hauff, Alexander Lifschütz, Emil Theil

Nach der Bürgerschaftswahl vom 12. Oktober 1947 weigerte sich die erstarkte Bremer Demokratische Volkspartei (BDV) (nach 1951 FDP) mit der KPD eine Koalition einzugehen. Am 22. Januar 1948 trat Popall als Senatorin zurück. Bürgermeister Wilhelm Kaisen würdigte ihre Arbeit: „Wenn sich also zum ersten Mal in der Geschichte des bremischen Senats unter den Gewählten eine Frau befand, so hat diese Frau ihre Probe glänzend bestanden.“ Sie blieb bis 1951 Abgeordnete der Bremer Bürgerschaft und gehörte der KPD-Fraktion an.
Nachdem die westdeutsche KPD immer stärker unter den Einfluss des Stalinismus geraten war, wurde gegen Käthe und Reinhold Popall 1952 ein Parteiausschlussverfahren eingeleitet. Reinhold Popall wurde deshalb Ende 1952 aus der Partei ausgeschlossen. Käthe Popall wurde aufgefordert, sich von ihm zu trennen. Das Ausschlussverfahren wurde wegen des Widerstandes an der Parteibasis gegen sie 1953 nicht weitergeführt. Ihre Mitgliedschaft endete 1956 mit dem Verbot der KPD.
Das Ehepaar zog 1967 nach Ottweiler im Saarland. Sie war dort in der Arbeiterwohlfahrt und den Naturfreunden aktiv. Trotz einiger Vorbehalte schloss sie sich der SPD an. 1982 würdigte sie der Präsident des Senats Hans Koschnick bei einem Empfang im Bremer Rathaus. Nachdem ihr Mann 1981 gestorben war, kehrte sie 1984 nach Bremen zurück und starb dort kurz darauf.
Im Stadtteil Bremen-Neustadt wurde die Käthe-Popall-Straße 1993 nach ihr benannt.
Auf dem  Osterholzer Friedhof erinnert eine Gedenktafel an sie.